# 赫德谢尔谷
赫德谢尔谷（Her Desher Vallis）是位于火星的科普剌塔斯区的一条古河谷，其中心坐标位于南纬25.4度、西经48.0度处，全长107公里，其名称取自以埃及语火星一词的发音。

## 图集

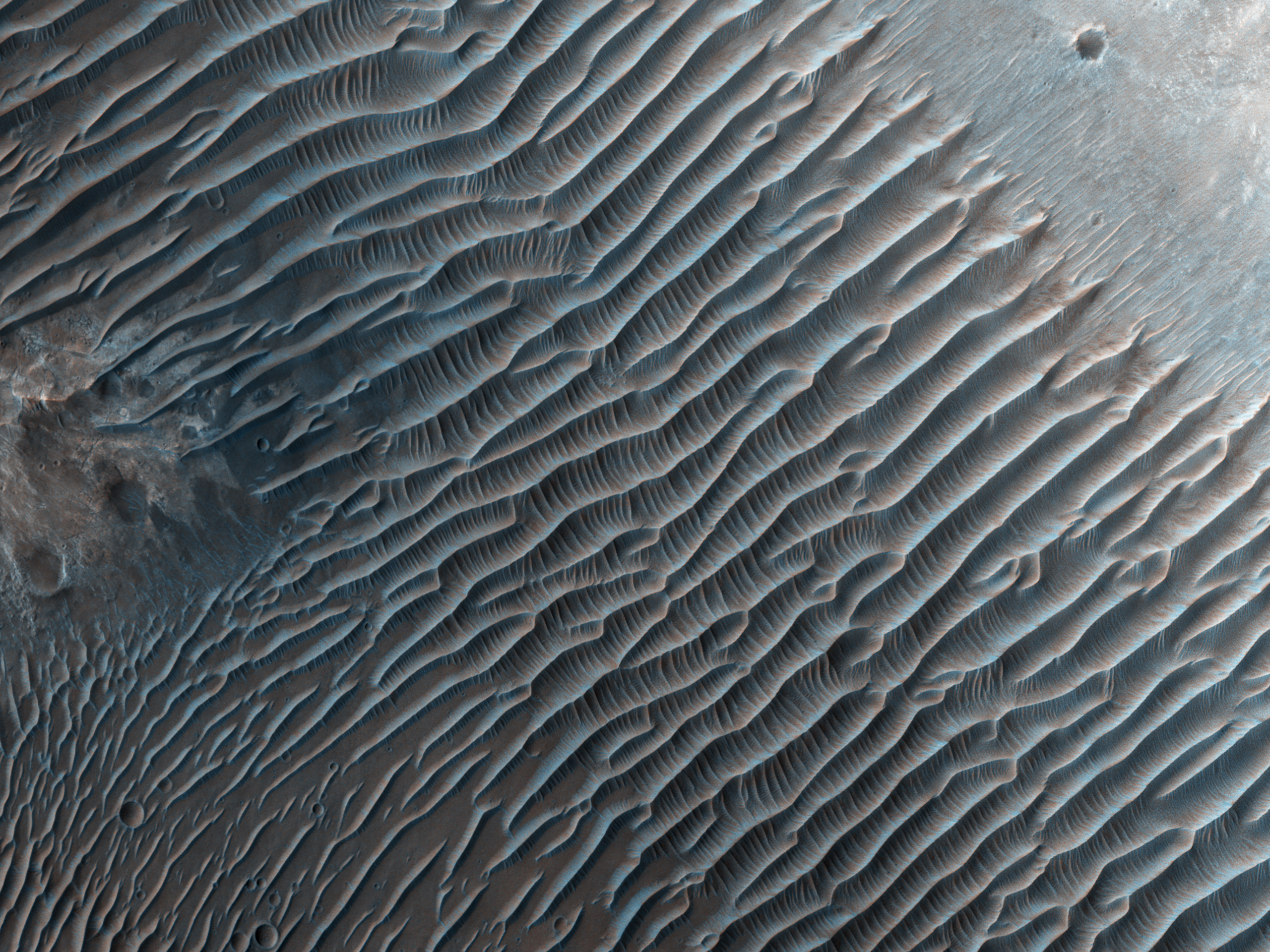
高分辨率成像科学设备显示的赫德谢尔谷中的沙丘涟漪。
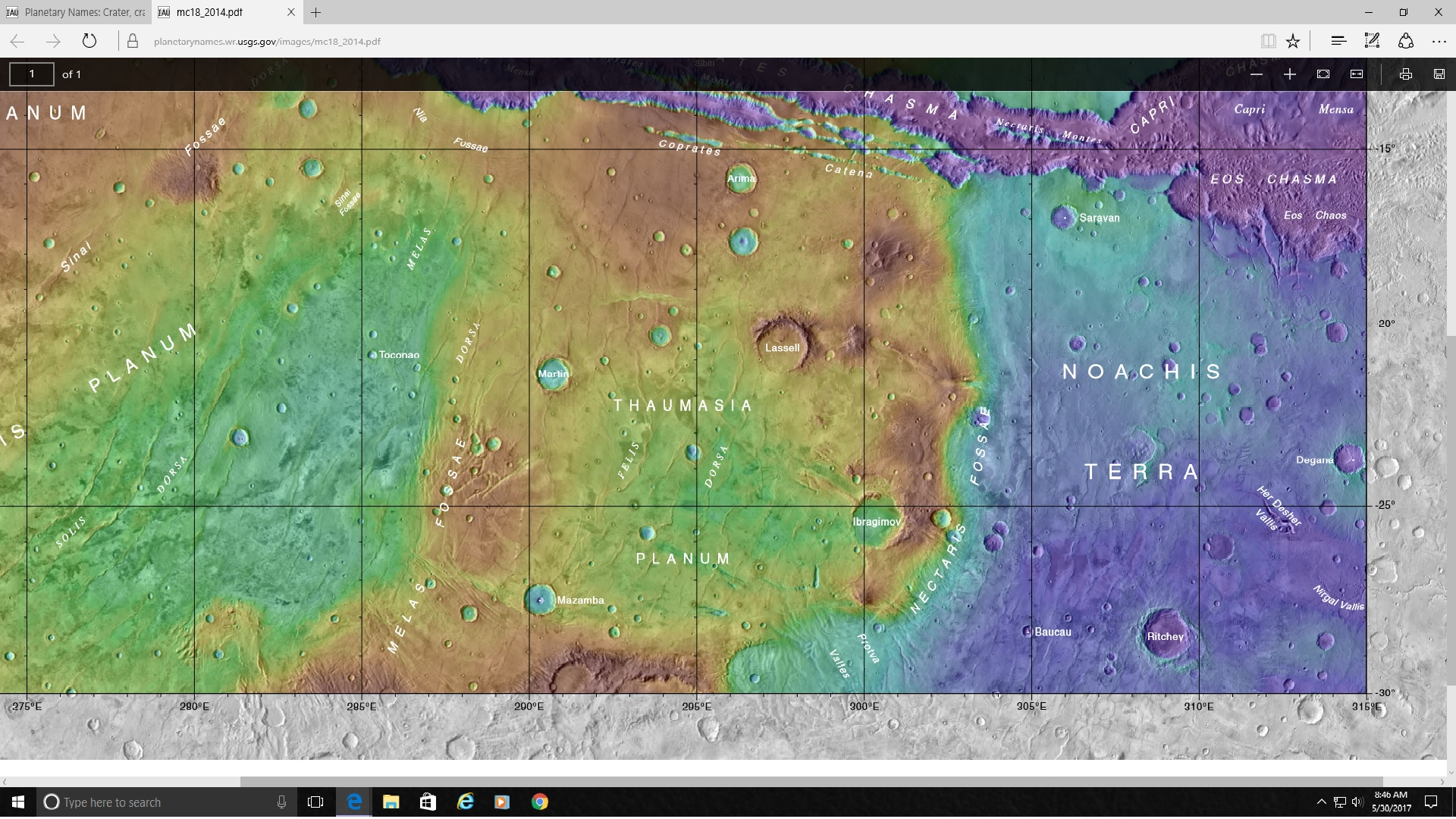
显示赫德谢尔谷位置和该地区其他特征的地图